# Saint-Ciers-sur-Bonnieure

Saint-Ciers-sur-Bonnieure este o comună în departamentul Charente, Franța. În 1 ianuarie 2022 avea o populație de 313 de locuitori.